# Raisin (bank)
Raisin Bank AG is een Duitse bank gevestigd in Berlijn. Het bedrijf met een volledige bankvergunning treedt op als samenwerkingspartner voor derde bedrijven.

## Oprichting en ontwikkeling
De bank werd in 1973 opgericht door de Landesbank Hessen-Thüringen en de Poolse Bank Handlowy onder de naam Mitteleuropäische Handelsbank AG Deutsch-Polnische Bank, afgekort MHB-Bank. De Duitse kredietinstelling werd gevestigd in Frankfurt am Main en opereerde voornamelijk als dienstverlener in de business-to-business-sector. Sinds 2005 is de bank een dochteronderneming van de Amerikaanse investeringsmaatschappij Lone Star. In maart 2019 werd bekendgemaakt dat Raisin GmbH, gevestigd in Berlijn (eigenaar van het merk Weltsparen), de bank had overgenomen. In augustus 2019 werd de naam gewijzigd in Raisin Bank AG. In juni 2022 breidde Raisin Bank haar activiteiten uit met betalingstransacties door de divisie Payment Services over te nemen van Bankhaus August Lenz & Co.

## Diensten
Raisin Bank is met name actief op het gebied van krediet- en leningportfolioservices. Daarnaast werkt de bank als samenwerkingspartner voor diverse bedrijven, met een bijzondere focus op FinTech. Het zogenaamde EU-paspoort maakt het mogelijk om met buitenlandse klanten uit de Europese Economische Ruimte te werken. Onder de transactiebankdienst biedt Raisin Bank haar klanten rekeningbeheer- en betalingstransactiediensten aan voor binnenlandse en internationale doeleinden.
Raisin Bank AG werkt onder meer samen met het online platform Weltsparen, dat het sinds eind 2013 mogelijk maakt om geld te beleggen in Europese banken. (Particuliere) klanten kunnen, met Raisin bank als intermediair, sparen bij vele banken in vele Europese landen, met vrij opneembare spaarrekeningen en met spaardeposito's. De klant hoeft hier niet voor te betalen; Raisin wordt voor de bemiddeling betaald door de aangesloten banken. Veelal levert dat hogere rentes op dan bij bankieren in het eigen land.
Banktegoeden bij Raisin Bank vallen onder de bescherming van het Duitse depositogarantiestelsel tot een bedrag van 100.000 euro per persoon. Het is bij Raisin niet mogelijk om een rekening op naam van twee personen ('en/of-rekening') te openen.